# Skrzypionka ostrożeniówka
Skrzypionka ostrożeniówka (Lema cyanella) – gatunek chrząszcza z rodziny stonkowatych i podrodziny poskrzypek. Naturalnie zamieszkuje palearktyczną Eurazję, a ponadto zawleczony do nearktycznej Ameryki Północnej. Zarówno larwy, jak i postacie dorosłe żerują na ostrożniach.

## Taksonomia
Gatunek ten opisany został po raz pierwszy w 1758 roku przez Karola Linneusza w dziesiątym wydaniu Systema Naturae pod nazwą Chrysomela cyanella. W 1798 roku Johan Christian Fabricius przeniósł go do rodzaju Lema, dla którego stanowi gatunek typowy.

## Morfologia
Chrząszcz o ciele długości od 4 do 4,5 mm. Głowa, przedplecze i pokrywy są jednolicie niebieskie, fioletowe lub czarne, zawsze z połyskiem metalicznym, czułki i odnóża natomiast metalicznie granatowe do czarnych. Wygraniczające wąskie czoło linie tworzą na przedzie kąt ostry. Przedplecze jest pośrodku mocno przewężone, o powierzchni mocno, nierównomiernie i niezbyt gęsto punktowanej z rzadziej punktowaną, gładszą wyniosłością wzdłuż środka. Stopy mają pazurki u podstawy zrośnięte.

## Ekologia i występowanie
Owad ten zasiedla łąki, polany, nieużytki, miedze, zarośla, stanowiska ruderalne, pastwiska, przydroża i ogrody. Częstszy jest na nizinach i brak go w wysokich górach. Zarówno larwy, jak i postacie dorosłe są monofagicznymi fitofagami żerującymi na ostrożniach, najczęściej na ostrożniu polnym i ostrożniu warzywnym. 
Aktywne osobniki dorosłe spotyka się od marca lub kwietnia do sierpnia. Stanowią stadium zimujące. Jaja składane są w maju i czerwcu na wierzchu lub spodzie liści roślin żywicielskich. Rozwój larwalny zajmuje przeciętnie miesiąc. Wyrośnięte larwy schodzą do gleby i tam się przepoczwarczają w wykopanej komorze. Stadium poczwarki zajmuje średnio cztery tygodnie.
Gatunek pierwotnie palearktyczny, ale zawleczony do nearktycznej Ameryki Północnej. W Europie znany jest z Portugalii, Hiszpanii, Andory, Irlandii, Wielkiej Brytanii, Francji, Belgii, Holandii, Luksemburga, Niemiec, Szwajcarii, Austrii, Włoch, Danii, Szwecji, Norwegii, Finlandii, Estonii, Łotwy, Litwy, Polski, Czech, Słowacji, Węgier, Białorusi, Ukrainy, Mołdawii, Rumunii, Bułgarii, Słowenii, Chorwacji, Bośni i Hercegowiny, Serbii, Czarnogóry, Albanii, Macedonii Północnej, Grecji i europejskiej części Rosji. W Azji podawany jest z syberyjskiej i dalekowschodniej części Rosji, Kazachstanu, Mongolii, Chin i Korei.